# Salvador elnökeinek listája

## El Salvador államfői a Közép-amerikai Szövetségi Köztársaságban (1821–1841)

### San Salvador tartomány intendáns politikai vezetői
Független (4)           Liberális (1)
| No. | Portré | Név (Szül–Halál)                | Hivatali idő         | Hivatali idő       | Hivatali idő | Politikai hovatartozás |
| No. | Portré | Név (Szül–Halál)                | Hivatal kezdete      | Hivatal vége       | Hivatali idő | Politikai hovatartozás |
| --- | ------ | ------------------------------- | -------------------- | ------------------ | ------------ | ---------------------- |
| 1   |        | Pedro Barriere (?–1827)         | 1821. szeptember 21. | 1821. november 28. | 68 nap       | független              |
| 2   |        | José Matías Delgado (1767–1832) | 1821. november 28.   | 1823. február 9.   | 1 év, 72 nap | független              |
| 3   |        | Vicente Filísola (1789–1850)    | 1823. február 9.     | 1823. május 7.     | 87 nap       | független              |
| 4   |        | Felipe Codallos (1790–?)        | 1823. május 7.       | 1823. május 25.    | 18 nap       | független              |
| —   |        | Tanácsnok Junta                 | 1823. május 25.      | 1823. június 17.   | 23 nap       | Tanácsnok Junta        |
| 5   |        | Mariano Prado (1776–1837)       | 1823. június 17.     | 1824. április 22.  | 310 nap      | liberális              |

### El Salvador államfői
Független (6)            Konzervatív (3)           Liberális (6)
| El Salvador államfője | El Salvador államfője | El Salvador államfője                                | El Salvador államfője | El Salvador államfője | El Salvador államfője | El Salvador államfője         |
| No.                   | Portré                | Név (Szül–Halál)                                     | Hivatali idő          | Hivatali idő          | Hivatali idő          | Politikai hovatartozás        |
| No.                   | Portré                | Név (Szül–Halál)                                     | Hivatal kezdete       | Hivatal vége          | Hivatali idő          | Politikai hovatartozás        |
| --------------------- | --------------------- | ---------------------------------------------------- | --------------------- | --------------------- | --------------------- | ----------------------------- |
| 1                     |                       | Juan Manuel Rodríguez (1771–1847)                    | 1824. április 22.     | 1824. október 1.      | 162 nap               | független                     |
| —                     |                       | Mariano Prado (1776–1837) ügyvivő államfő            | 1824. október 1.      | 1824. december 13.    | 73 nap                | liberális                     |
| 2                     |                       | Juan Vicente Villacorta Díaz (1764–1828)             | 1824. december 13.    | 1826. november 1.     | 1 év, 323 nap         | liberális                     |
| —                     |                       | Mariano Prado (1776–1837) ügyvivő államfő            | 1826. november 1.     | 1829. január 30.      | 2 év, 89 nap          | liberális                     |
| 3                     |                       | José María Cornejo (1788–1864)                       | 1829. január 30.      | 1830. február 16.     | 1 év, 17 nap          | konzervatív                   |
| 4                     |                       | José Damián Villacorta (1796–1860)                   | 1830. február 16.     | 1830. december 4.     | 291 nap               | független                     |
| 5                     |                       | José María Cornejo (1788–1864)                       | 1830. december 4.     | 1832. április 3.      | 1 év, 121 nap         | konzervatív                   |
| —                     |                       | Francisco Morazán (1792–1842) ideiglenes államfő     | 1832. április 3.      | 1832. május 13.       | 40 nap                | liberális                     |
| —                     |                       | Joaquín de San Martín (1770–1854) ügyvivő államfő    | 1832. május 13.       | 1832. július 25.      | 73 nap                | konzervatív                   |
| 6                     |                       | Mariano Prado (1776–1837)                            | 1832. július 25.      | 1833. július 1.       | 341 nap               | liberális                     |
| 7                     |                       | Joaquín de San Martín (1770–1854)                    | 1833. július 1.       | 1834. június 23.      | 357 nap               | konzervatív                   |
| —                     |                       | Carlos Salazar Castro (1800–1867) ideiglenes államfő | 1834. június 23.      | 1834. július 13.      | 20 nap                | független                     |
| —                     |                       | José Gregorio Salazar (1773–1838) ideiglenes államfő | 1834. július 13.      | 1834. szeptember 30.  | 79 nap                | független                     |
| 8                     |                       | Joaquín Escolán y Balibrera (?–?)                    | 1834. szeptember 30.  | 1834. október 13.     | 13 nap                | független                     |
| —                     |                       | José María Silva (1804–1876) ügyvivő államfő         | 1834. október 13.     | 1835. március 2.      | 140 nap               | független                     |
| 9                     |                       | Joaquín Escolán y Balibrera (?–?)                    | 1835. március 2.      | 1835. április 10.     | 39 nap                | független                     |
| 10                    |                       | Nicolás Espinoza (1795–1845)                         | 1835. április 10.     | 1835. november 15.    | 219 nap               | liberális                     |
| —                     |                       | Francisco Gómez (1796–1838) ügyvivő államfő          | 1835. november 15.    | 1836. február 1.      | 78 nap                | független                     |
| 11                    |                       | Diego Vigil Cocaña (1799–1845)                       | 1836. február 1.      | 1837. május 23.       | 1 év, 113 nap         | liberális                     |
| 12                    |                       | Timoteo Menéndez (?–?)                               | 1837. május 23.       | 1837. június 7.       | 15 nap                | független                     |
| 13                    |                       | Diego Vigil Cocaña (1799–1845)                       | 1837. június 7.       | 1838. január 6.       | 213 nap               | liberális                     |
| 14                    |                       | Timoteo Menéndez (?–?)                               | 1838. január 6.       | 1838. május 23.       | 137 nap               | független                     |
| —                     |                       | Antonio José Cañas (1785–1844) ügyvivő államfő       | 1838. május 23.       | 1839. július 11.      | 1 év, 48 nap          | független                     |
| 15                    |                       | Francisco Morazán (1792–1842)                        | 1839. július 11.      | 1840. február 16.     | 220 nap               | liberális                     |
| —                     |                       | José María Silva (1804–1876) ügyvivő államfő         | 1840. február 16.     | 1840. április 5.      | 49 nap                | független                     |
| —                     |                       | San Salvador Területi Tanácsa                        | 1840. április 5.      | 1840. április 15.     | 10 nap                | San Salvador Területi Tanácsa |
| —                     |                       | Antonio José Cañas (1785–1844) ideiglenes államfő    | 1840. április 15.     | 1840. szeptember 20.  | 158 nap               | független                     |
| —                     |                       | Norberto Ramírez (1802–1856) ideiglenes államfő      | 1840. szeptember 20.  | 1841. január 7.       | 109 nap               | független                     |
| —                     |                       | Juan Lindo (1790–1857) ideiglenes államfő            | 1841. január 7.       | 1841. február 22.     | 46 nap                | konzervatív                   |

## El Salvador független köztársaság államfői (1841–jelen)
Független (2)           Konzervatív (9)           Liberális (13)           PDN (4)           Munkás (1)           PPP (1)           Katona (14)           PDSU (1)

      PRUD (2)           PCN (4)           DAP (1)           PDC (1)           ARENA (4)           FMLN (2)           GANA (1)           NI (1)

| No. | Portré | Név (Szül–Halál)                                           | Megválasztva   | Hivatali idő         | Hivatali idő         | Hivatali idő  | Politikai hovatartozás                            |
| No. | Portré | Név (Szül–Halál)                                           | Megválasztva   | Hivatal kezdete      | Hivatal vége         | Hivatali idő  | Politikai hovatartozás                            |
| --- | ------ | ---------------------------------------------------------- | -------------- | -------------------- | -------------------- | ------------- | ------------------------------------------------- |
| —   |        | Juan Lindo (1790–1857) ideiglenes elnök                    | —              | 1841. február 22.    | 1841. június 20.     | 118 nap       | konzervatív                                       |
| —   |        | Pedro José Arce (es) (1801–1871) ideiglenes elnök          | —              | 1841. június 20.     | 1841. június 28.     | 8 nap         | független                                         |
| —   |        | Juan Lindo (1790–1857) ideiglenes elnök                    | —              | 1841. június 28.     | 1842. február 1.     | 218 nap       | konzervatív                                       |
| —   |        | José Escolástico Marín (?–1846) ügyvivő elnök              | —              | 1842. február 1.     | 1842. április 14.    | 72 nap        | független                                         |
| 1   |        | Juan José Guzmán (1800–1847)                               | —              | 1842. április 14.    | 1843. december 10.   | 1 év, 239 nap | konzervatív                                       |
| —   |        | Cayetano Antonio Molina (es) (1803–1873) ideiglenes elnök  | —              | 1843. december 10.   | 1843. december 20.   | 10 nap        | független                                         |
| —   |        | Pedro José Arce (es) (1801–1871) ideiglenes elnök          | —              | 1843. december 20.   | 1843. december 29.   | 9 nap         | független                                         |
| —   |        | Cayetano Antonio Molina (es) (1803–1873) ideiglenes elnök  | —              | 1843. december 29.   | 1844. január 1.      | 3 nap         | független                                         |
| —   |        | Pedro José Arce (es) (1801–1871) ideiglenes elnök          | —              | 1844. január 1.      | 1844. február 1.     | 31 nap        | független                                         |
| —   |        | Fermín Palacios (?-?) ügyvivő elnök                        | —              | 1844. február 1.     | 1844. február 7.     | 6 nap         | független                                         |
| 2   |        | Francisco Malespín (1806–1846)                             | —              | 1844. február 7.     | 1845. február 15.    | 1 év, 8 nap   | konzervatív                                       |
| 3   |        | Joaquín Eufrasio Guzmán (1801–1875)                        | —              | 1845. február 15.    | 1846. február 1.     | 351 nap       | független                                         |
| —   |        | Fermín Palacios (?-?) ügyvivő elnök                        | —              | 1846. február 1.     | 1846. február 21.    | 20 nap        | független                                         |
| 4   |        | Eugenio Aguilar (1804–1879)                                | —              | 1846. február 21.    | 1848. február 1.     | 1 év, 345 nap | liberális                                         |
| —   |        | Tomás Medina (1803–1884) ügyvivő elnök                     | —              | 1848. február 1.     | 1848. február 3.     | 2 nap         | független                                         |
| —   |        | José Félix Quirós (1811–1883) ügyvivő elnök                | —              | 1848. február 3.     | 1848. február 7.     | 4 nap         | független                                         |
| 5   |        | Doroteo Vasconcelos (1803–1883)                            | —              | 1848. február 7.     | 1850. február 1.     | 1 év, 359 nap | liberális                                         |
| —   |        | Ramón Rodríguez (?-?) ügyvivő elnök                        | —              | 1850. február 1.     | 1850. február 4.     | 3 nap         | független                                         |
| 6   |        | Doroteo Vasconcelos (1803–1883)                            | —              | 1850. február 4.     | 1851. január 12.     | 342 nap       | liberális                                         |
| —   |        | Francisco Dueñas (1810–1884) ideiglenes elnök              | —              | 1851. január 12.     | 1851. március 1.     | 48 nap        | konzervatív                                       |
| —   |        | José Félix Quirós (1811–1883) ügyvivő elnök                | —              | 1851. március 1.     | 1851. május 3.       | 63 nap        | független                                         |
| 7   |        | Francisco Dueñas (1810–1884)                               | —              | 1851. május 3.       | 1852. január 30.     | 262 nap       | konzervatív                                       |
| —   |        | José María San Martín (1811–1857) ügyvivő elnök            | —              | 1852. január 30.     | 1852. február 1.     | 2 nap         | konzervatív                                       |
| 8   |        | Francisco Dueñas (1810–1884)                               | —              | 1852. február 1.     | 1854. február 1.     | 2 év          | konzervatív                                       |
| —   |        | Vicente Gómez (?-?) ügyvivő elnök                          | —              | 1854. február 1.     | 1854. február 15.    | 14 nap        | független                                         |
| 9   |        | José María San Martín (1811–1857)                          | —              | 1854. február 15.    | 1856. február 1.     | 1 év, 351 nap | konzervatív                                       |
| —   |        | Francisco Dueñas (1810–1884) ügyvivő elnök                 | —              | 1856. február 1.     | 1856. február 12.    | 11 nap        | konzervatív                                       |
| 10  |        | Rafael Campo (1813–1890)                                   | —              | 1856. február 12.    | 1858. február 1.     | 1 év, 354 nap | konzervatív                                       |
| —   |        | Lorenzo Zepeda (?-?) ügyvivő elnök                         | —              | 1858. február 1.     | 1858. február 7.     | 6 nap         | független                                         |
| 11  |        | Miguel Santín del Castillo (1830–1880)                     | —              | 1858. február 7.     | 1859. január 24.     | 351 nap       | konzervatív                                       |
| —   |        | Joaquín Eufrasio Guzmán (1801–1875) ügyvivő elnök          | —              | 1859. január 24.     | 1859. február 15.    | 22 nap        | független                                         |
| —   |        | José María Peralta (1807–1883) ügyvivő elnök               | —              | 1859. február 15.    | 1859. március 12.    | 25 nap        | független                                         |
| 12  |        | Gerardo Barrios (1813–1865)                                | —              | 1859. március 12.    | 1863. október 26.    | 4 év, 227 nap | liberális                                         |
| 13  |        | Francisco Dueñas (1810–1884)                               | —              | 1863. október 26.    | 1871. április 15.    | 7 év, 172 nap | konzervatív                                       |
| 14  |        | Santiago González (1818–1887)                              | —              | 1871. április 15.    | 1876. február 1.     | 4 év, 290 nap | liberális                                         |
| 15  |        | Andrés del Valle (1833–1888)                               | —              | 1876. február 1.     | 1876. május 1.       | 90 nap        | liberális                                         |
| 16  |        | Rafael Zaldívar (1834–1903)                                | —              | 1876. május 1.       | 1884. április 6.     | 7 év, 339 nap | liberális                                         |
| —   |        | Ángel Guirola (es) (1826–1910) ideiglenes elnök            | —              | 1884. április 6.     | 1884. augusztus 21.  | 137 nap       | független                                         |
| 17  |        | Rafael Zaldívar (1834–1903)                                | —              | 1884. augusztus 21.  | 1885. május 14.      | 266 nap       | liberális                                         |
| —   |        | Fernando Figueroa (1849–1919) ideiglenes elnök             | —              | 1885. május 14.      | 1885. június 18.     | 35 nap        | katona / liberális                                |
| —   |        | José Rosales Herrador (es) (1827–1891) ideiglenes elnök    | —              | 1885. június 18.     | 1885. június 22.     | 4 nap         | független                                         |
| 18  |        | Francisco Menéndez (1830–1890)                             | —              | 1885. június 22.     | 1890. június 22.     | 5 év          | katona / liberális                                |
| 19  |        | Carlos Ezeta (1852–1903)                                   | —              | 1890. június 22.     | 1894. június 9.      | 3 év, 352 nap | katona / liberális                                |
| 20  |        | Rafael Antonio Gutiérrez (1845–1921)                       | —              | 1894. június 9.      | 1898. november 13.   | 4 év, 155 nap | katona / liberális                                |
| 21  |        | Tomás Regalado (1861–1906)                                 | —              | 1898. november 13.   | 1903. március 1.     | 4 év, 106 nap | katona / liberális                                |
| 22  |        | Pedro José Escalón (1847–1923)                             | 1903           | 1903. március 1.     | 1907. március 1.     | 4 év          | katona / konzervatív                              |
| 23  |        | Fernando Figueroa (1849–1919)                              | 1907           | 1907. március 1.     | 1911. március 1.     | 4 év          | katona / liberális                                |
| 24  |        | Manuel Enrique Araujo (1865–1913)                          | 1911           | 1911. március 1.     | 1913. február 8.     | 1 év, 341 nap | független                                         |
| —   |        | Carlos Meléndez Ramirez (1861–1919) ideiglenes elnök       | —              | 1913. február 8.     | 1914. augusztus 29.  | 1 év, 202 nap | Nemzeti Demokrata Párt                            |
| —   |        | Alfonso Quiñónez Molina (1874–1950) ideiglenes elnök       | —              | 1914. augusztus 29.  | 1915. március 1.     | 1 év, 183 nap | Nemzeti Demokrata Párt                            |
| 25  |        | Carlos Meléndez Ramirez (1861–1919)                        | 1915           | 1915. március 1.     | 1918. december 21.   | 3 év, 293 nap | Nemzeti Demokrata Párt                            |
| —   |        | Alfonso Quiñónez Molina (1874–1950) ügyvivő elnök          | —              | 1918. december 21.   | 1919. március 1.     | 70 nap        | Nemzeti Demokrata Párt                            |
| 26  |        | Jorge Meléndez (1871–1953)                                 | 1919           | 1919. március 1.     | 1923. március 1.     | 4 év          | Nemzeti Demokrata Párt                            |
| 27  |        | Alfonso Quiñónez Molina (1874–1950)                        | 1923           | 1923. március 1.     | 1927. március 1.     | 4 év          | Nemzeti Demokrata Párt                            |
| 28  |        | Pío Romero Bosque (1860–1935)                              | 1927           | 1927. március 1.     | 1931. március 1.     | 4 év          | Nemzeti Demokrata Párt                            |
| 29  |        | Arturo Araujo (1878–1967)                                  | 1931           | 1931. március 1.     | 1931. december 2.    | 276 nap       | Labor Party                                       |
| —   |        | Polgári igazgatás (es) (1878–1967)                         | —              | 1931. december 2.    | 1931. december 4.    | 2 nap         | Civic Directory                                   |
| —   |        | Maximiliano Hernández Martínez (1882–1966) ügyvivő elnök   | —              | 1931. december 4.    | 1934. augusztus 28.  | 2 év, 267 nap | katona / Nemzeti Pro Patria Párt                  |
| —   |        | Andrés Ignacio Menéndez (1879–1962) ideiglenes elnök       | —              | 1934. augusztus 28.  | 1935. március 1.     | 184 nap       | katona / Nemzeti Pro Patria Párt                  |
| 30  |        | Maximiliano Hernández Martínez (1882–1966)                 | 1935 1939 1944 | 1935. március 1.     | 1944. május 9.       | 9 év, 68 nap  | katona / Nemzeti Pro Patria Párt                  |
| —   |        | Andrés Ignacio Menéndez (1879–1962) ideiglenes elnök       | —              | 1944. május 9.       | 1944. október 20.    | 164 nap       | katona / Nemzeti Pro Patria Párt                  |
| —   |        | Osmín Aguirre y Salinas (1889–1977) ideiglenes elnök       | —              | 1944. október 20.    | 1945. március 1.     | 131 nap       | katona                                            |
| 31  |        | Salvador Castaneda Castro (1888–1965)                      | 1945           | 1945. március 1.     | 1948. december 14.   | 3 év, 286 nap | katona / Egyesülés Szociáldemokrata Párt          |
| —   |        | Forradalmi Kormányzó Tanács (es)                           | —              | 1948. december 14.   | 1950. szeptember 14. | 1 év, 364 nap | Forradalmi Kormányzó Tanács                       |
| 32  |        | Óscar Osorio (1910–1969)                                   | 1950           | 1950. szeptember 14. | 1956. szeptember 14. | 6 év          | katona / Demokratikus Egyesülés Forradalmi Pártja |
| 33  |        | José María Lemus (1911–1993)                               | 1956           | 1956. szeptember 14. | 1960. október 26.    | 4 év, 42 nap  | katona / Demokratikus Egyesülés Forradalmi Pártja |
| —   |        | Kormányzó Junta (es)                                       | —              | 1960. október 26.    | 1961. január 25.     | 91 nap        | Kormányzó Junta                                   |
| —   |        | Polgári-katonai igazgatás (es)                             | —              | 1961. január 25.     | 1962. január 25.     | 1 év          | polgári–katonai igazgatás                         |
| —   |        | Eusebio Rodolfo Cordón Cea (1899–1966) ideiglenes elnök    | —              | 1962. január 25.     | 1962. július 1.      | 157 nap       | független                                         |
| 34  |        | Julio Adalberto Rivera Carballo (1921–1973)                | 1962           | 1962. július 1.      | 1967. július 1.      | 5 év          | katona / Nemzeti Koalíció Pártja                  |
| 35  |        | Fidel Sánchez Hernández (1917–2003)                        | 1967           | 1967. július 1.      | 1972. július 1.      | 5 év          | katona / Nemzeti Koalíció Pártja                  |
| 36  |        | Arturo Armando Molina (1927-2021)                          | 1972           | 1972. július 1.      | 1977. július 1.      | 5 év          | katona / Nemzeti Koalíció Pártja                  |
| 37  |        | Carlos Humberto Romero (1924–2017)                         | 1977           | 1977. július 1.      | 1979. október 15.    | 2 év, 105 nap | katona / Nemzeti Koalíció Pártja                  |
| —   |        | Forradalmi Kormányzó Junta                                 | —              | 1979. október 15.    | 1982. május 2.       | 2 év, 199 nap | Forradalmi Kormányzó Junta                        |
| 38  |        | Álvaro Magaña (1925–2001)                                  | 1982           | 1982. május 2.       | 1984. június 1.      | 2 év, 30 nap  | Demokratikus Cselekvés Pártja                     |
| 39  |        | José Napoleón Duarte (1925–1990)                           | 1984           | 1984. június 1.      | 1989. június 1.      | 5 év          | Kereszténydemokrata Párt                          |
| 40  |        | Alfredo Cristiani (szül: 1947)                             | 1989           | 1989. június 1.      | 1994. június 1.      | 5 év          | Nacionalista Republikánus Szövetség               |
| 41  |        | Armando Calderón Sol (1948–2017)                           | 1994           | 1994. június 1.      | 1999. június 1.      | 5 év          | Nacionalista Republikánus Szövetség               |
| 42  |        | Francisco Flores Pérez (1959–2016)                         | 1999           | 1999. június 1.      | 2004. június 1.      | 5 év          | Nacionalista Republikánus Szövetség               |
| 43  |        | Antonio Saca (szül: 1965)                                  | 2004           | 2004. június 1.      | 2009. június 1.      | 5 év          | Nacionalista Republikánus Szövetség               |
| 44  |        | Mauricio Funes (szül: 1959)                                | 2009           | 2009. június 1.      | 2014. június 1.      | 5 év          | Farabundo Martí Nemzeti Felszabadítási Front      |
| 45  |        | Salvador Sánchez Cerén (szül: 1944)                        | 2014           | 2014. június 1.      | 2019. június 1.      | 5 év          | Farabundo Martí Nemzeti Felszabadítási Front      |
| 46  |        | Nayib Bukele (szül: 1981)                                  | 2019           | 2019. június 1.      | 2023. december 1.    | 4 év, 182 nap | Nemzeti Egység Nagy Szövetsége / Új Ötletek       |
| —   |        | Claudia Rodríguez de Guevara (szül: 1980) ideiglenes elnök | —              | 2023. december 1.    | Hivatalban           | 479 nap       | független                                         |